# RheinMagie (Schiff)
Die RheinMagie ist ein 2003/04 gebautes Tagesausflugs- und Veranstaltungsschiff der KD Europe S.à r.l. Es wird im Dauercharter von ihrer Muttergesellschaft der Köln-Düsseldorfer Deutsche Rheinschiffahrt eingesetzt. Der einzige Katamaran der Reederei ist mit 2000 m² Nutzfläche das größte Ausflugsschiff auf europäischen Binnengewässern. Das Schiff wird im Planverkehr vorwiegend zwischen Köln und Bad Hönningen eingesetzt. Bei Charter-, Sonder- und Veranstaltungsfahrten liegt sein Einsatzgebiet hauptsächlich zwischen Mainz und Düsseldorf. Der wohl prominenteste Fahrgast war Papst Benedikt XVI., welcher von dessen Freideck während des Weltjugendtags 2005 in Köln die Gläubigen auf beiden Seiten des Rheins segnete.

## Geschichte
Die Köln-Düsseldorfer benötigte als Ersatz für ihre nicht mehr zeitgemäßen und unwirtschaftlichen Ausflugsschiffe Berlin und Wappen von Mainz ein Schiff, das neben dem planmäßigen Tagesausflugsverkehr auch für verschiedenste Veranstaltungen geeignet sein sollte. Nachdem das Unternehmen Schiffstechnik Buchloh aus Unkel den Konstruktionsplan nach dem von der Reederei favorisierten Entwurf des niederländischen Designers Michiel Groendijk fertiggestellt hatte, erfolgte am 15. Juli 2003 der Bauauftrag bei der Shipyard De Hoop in Lobith. Die Kiellegung erfolgte am 21. November 2003, der Stapellauf am 22. April des Folgejahres. Die Werft lieferte den unter der Baunummer 404 gefertigten Katamaran am 16. Juni 2004 aus. Die Baukosten für den Schiffsneubau betrugen 8 Mio. Euro. Diese beglich die Reederei über ein bis Ende 2018 laufendes Hypothekendarlehen von 6 Mio. Euro sowie einen Bauzeitfinanzierungskredit in Höhe von 1,12 Mio. Euro und mit Eigenmitteln von 1,88 Mio. Euro, die zum größten Teil aus dem Verkauf des Ausflugsschiffs Rüdesheim stammten.

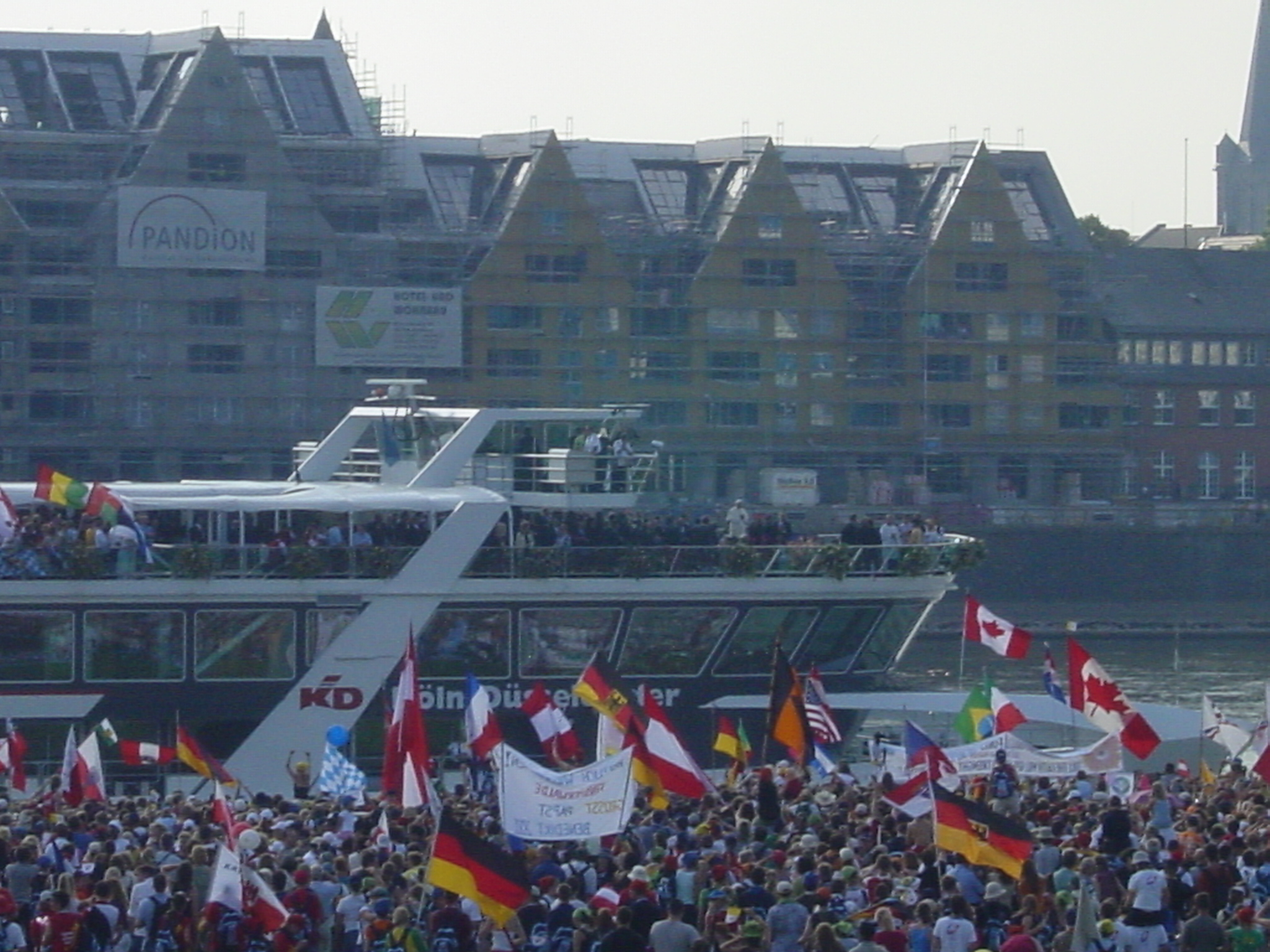
Papst Benedikt XVI. auf der RheinEnergie

Nach der offiziellen Übergabe an die Köln-Düsseldorfer am 17. Juni 2004 in Köln taufte Claudia Kleinert unter dem Segen von Kardinal Meisner sowie unter Anwesenheit des damaligen Kölner Oberbürgermeisters Fritz Schramma das Schiff auf den Namen RheinEnergie eines regionalen Energieversorgers, mit dem ein langfrister Sponsorenvertrag abgeschlossen wurde. Während der anschließenden Jungfernfahrt nach Düsseldorf musste der Katamaran aufgrund einer Fehlermeldung im Überwachungssystem der Antriebsanlage unterhalb der Mülheimer Brücke vor Anker gehen. Als die Maschinen und das Steuersystem heruntergefahren wurden, stellte sich heraus, dass es sich um einen Softwarefehler handelte, so dass die Fahrt danach fortgesetzt werden konnte. Am 18. Juni erfolgte die Indienststellung, bei der sie zuerst vier Tage als Veranstaltungsschiff für die NRW-Tage am Rheinufer in Köln-Deutz eingesetzt wurde. Die erste Fahrt im Planverkehr fand am 2. Juli 2004 zwischen Bad Breisig und Rüdesheim statt.
Auf dem Weltjugendtag 2005 in Köln wurde die RheinEnergie am 18. August als Festschiff eingesetzt. Papst Benedikt XVI. segnete während seiner Begrüßungsfahrt vom vorderen Freideck über 600.000 Pilger, die sich beiderseits des Rheins versammelt hatten.
Im Dezember 2008 wurde das Schiff an die hundertprozentige Unternehmenstochter KD Europe S.à r.l in Luxemburg verkauft und anschließend im Januar 2009 in Valletta auf Malta registriert. Die Schiffe der Köln-Düsseldorfer werden im Niehler Hafen in Köln gewartet.
Bei dem Amphi Festival 2016 konnte das Staatenhaus nicht genutzt werden, eine dritte Festivalbühne neben den beiden Indoor Bühnen wurde erstmals auf der RheinEnergie eingerichtet.
Am Abend des 31. August 2018 lief das Schiff während einer Partyfahrt in Köln gegen 21:30 Uhr auf Grund. Der Rhein führte zu dieser Zeit Niedrigwasser. Es gab sechs Verletzte und das Schiff wurde von der Polizei zur Unfallanalyse festgesetzt.
2024 erfolgte die Umbenennung in RheinMagie.

## Ausstattung

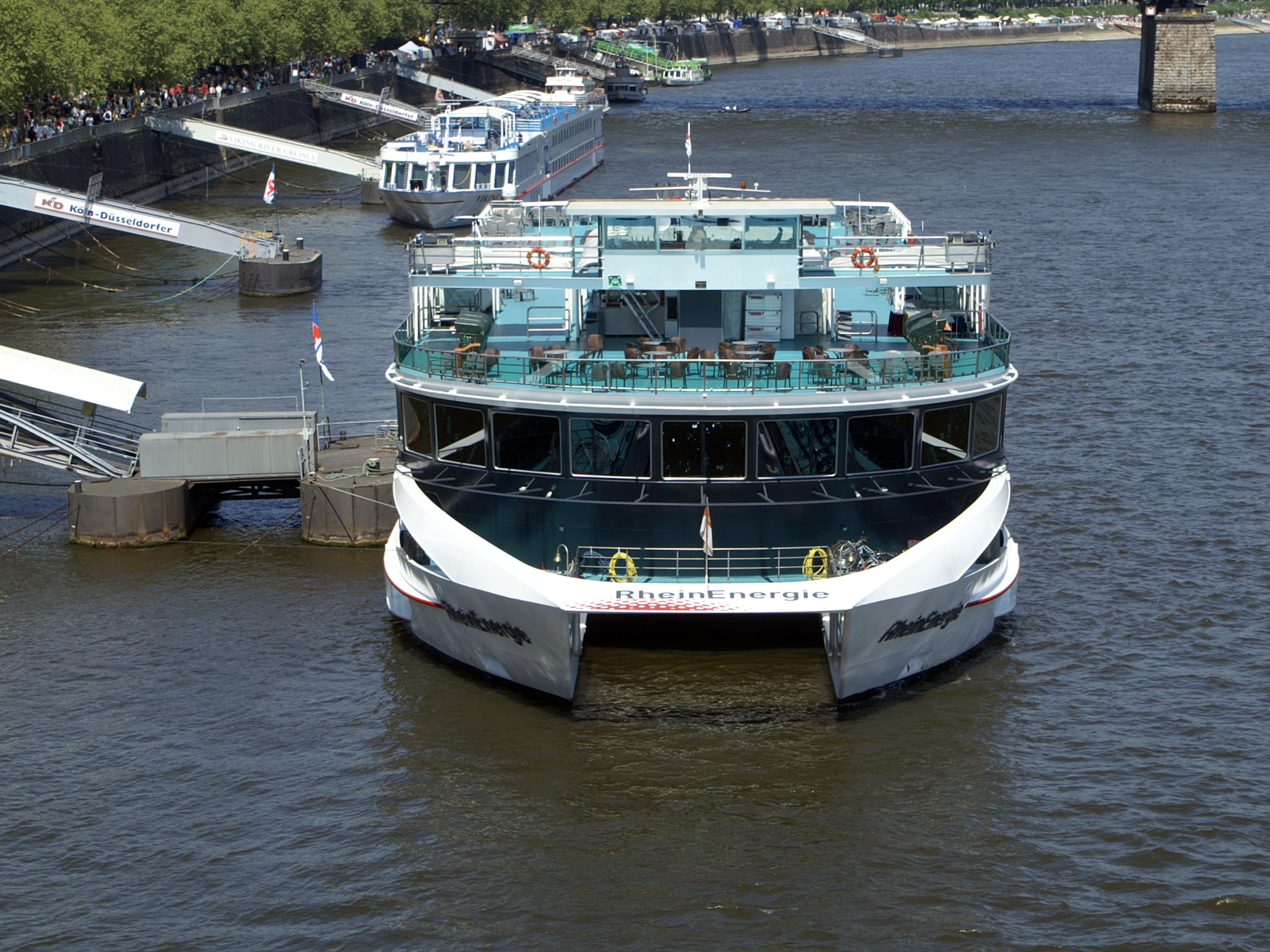
Bugansicht

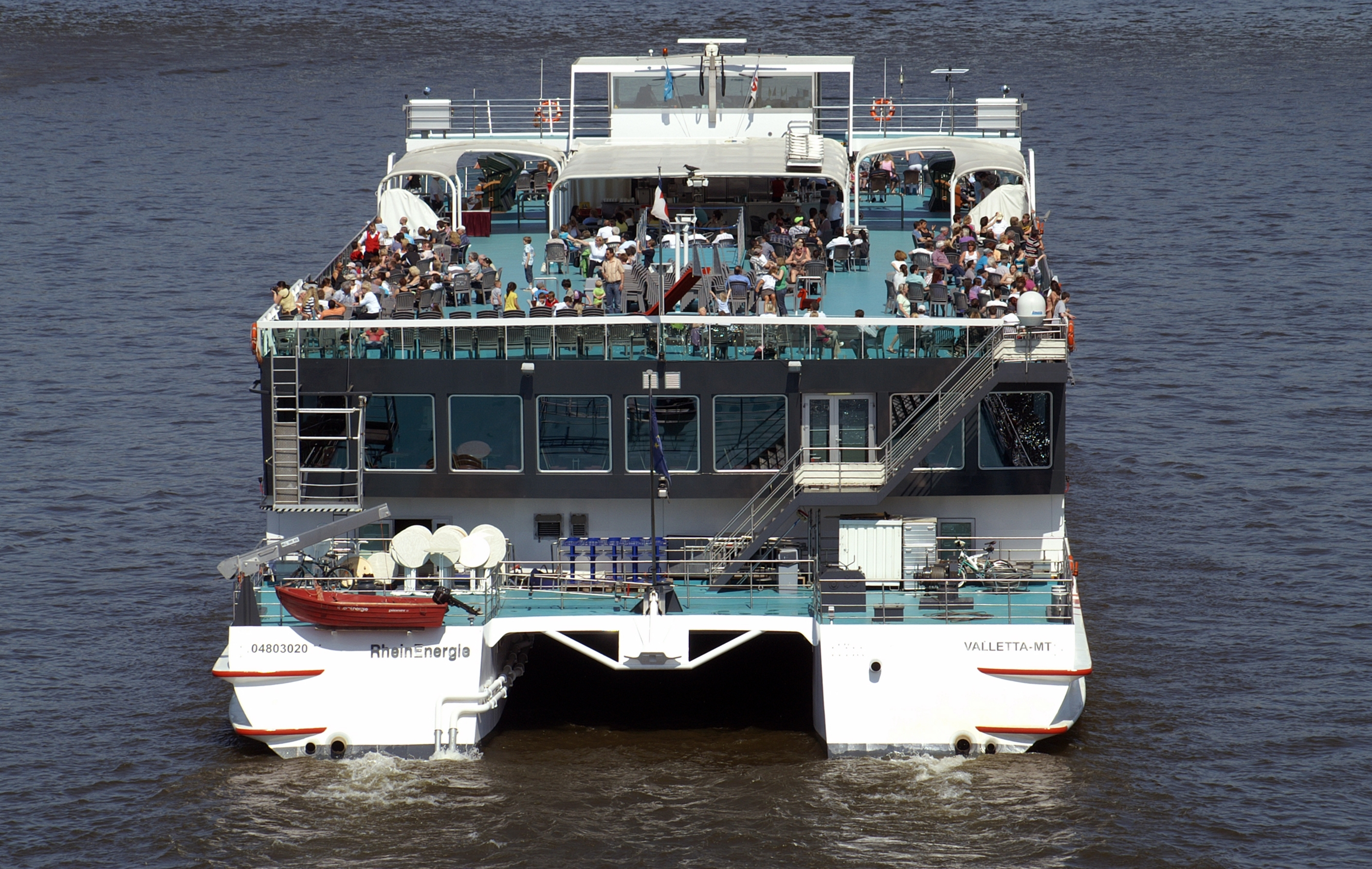
Heckansicht

Die RheinEnergie ist ein Vierdeck-Zweirumpf-Schiff mit einer Nutzfläche von 2000 Quadratmetern in den geschlossenen Decks und einem 1200 Quadratmetern großen Freideck. Alle Fahrgastdecks sind klimatisiert und mit moderner Veranstaltungstechnik für unterschiedliche Einsätze ausgestattet. Zentraler Mittelpunkt des Schiffs ist die mittschiffs zwischen Hauptdeck und Oberdeck versetzt errichtete 35 Quadratmeter große Bühne, die je nach Bestuhlung von bis zu 1000 Fahrgästen gesehen werden kann.
Im Backbord-Unterdeck des Katamarans wurden zwischen dem vorne liegenden Bugstrahlruderanlagenraum und dem am Heck vorhandenen Maschinenraum mehrere Wirtschafts- und Kühlräume sowie elf Personalkabinen eingerichtet. Das Steuerbord-Unterdeck ist zwischen den Betriebsräumen ebenfalls mit mehreren Wirtschafts- und Kühlräumen sowie mit 10 Personalkabinen ausgestattet. Zwischen den beiden Schiffsrümpfen wurde im Mittelschiff der Küchenbereich eingesetzt. Links davon sind im Zwischenboden zum Hauptdeck die Tanks für Kraftstoff, Frischwasser, Fäkalien und für zusätzlichen Ballast eingebaut. Im Bug des Schiffs sind neben den Toilettenanlagen Stellplätze für Fahrräder und eine Garderobe eingerichtet worden. An die im Mittelschiff liegende Eingangshalle schließt sich die Veranstaltungsbühne an, dahinter liegt achtern ein Salon mit 458 Tischplätzen. Im Bugbereich des Oberdecks liegt der großflächig verglaste Aussichtssalon mit 188 Tischplätzen, in den mittig eine Bar integriert wurde. Im mittleren Teil des Decks befinden sich Toilettenanlagen, die Klimazentrale und die beidseitigen Aufgänge zum Freideck. Im Hinterschiff liegt das sogenannte Galerie-Deck mit 254 Plätzen, achtern anschließend der Barraum mit zusätzlichen 138 Tischplätzen. Auf dem vor dem absenkbaren Steuerstand bugseitig gelegenen Teil des Freidecks werden für die Fahrgäste neben Tischgruppen in den Sommermonaten mehrere Strandkörbe aufgestellt. Der mit einer Theke ausgestattete Mittelbereich wird von einem Sonnensegel überdacht. Auf den anderen Teilen des Freidecks werden ebenfalls Tischgruppen aufgestellt. Am Ende des Decks ist eine 7,50 × 2,50 Meter große Dachluke, über die gegebenenfalls bei Veranstaltung größere Gegenstände wie beispielsweise Autos zu Repräsentationszwecken in das Schiff eingelassen werden können. Im Alltagsbetrieb ist dieser Dacheinlass mit Gummimatten abgedeckt, auf denen zeitweise ein kleiner Spielplatz mit einem Karussell und einer Rutschbahn angelegt wird. Auf dem Freideck finden über 1000 Personen Platz.

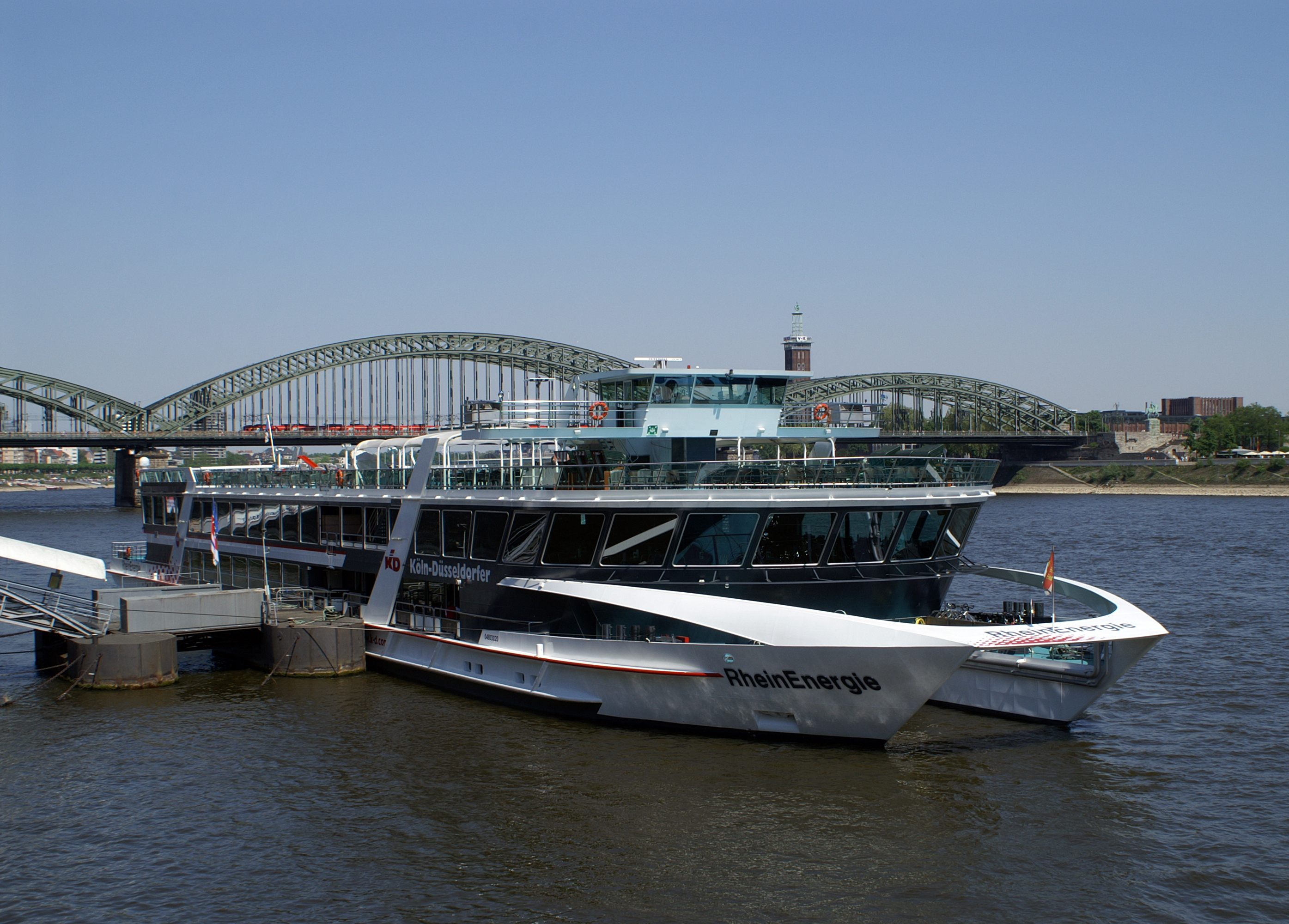
Am Anleger Köln

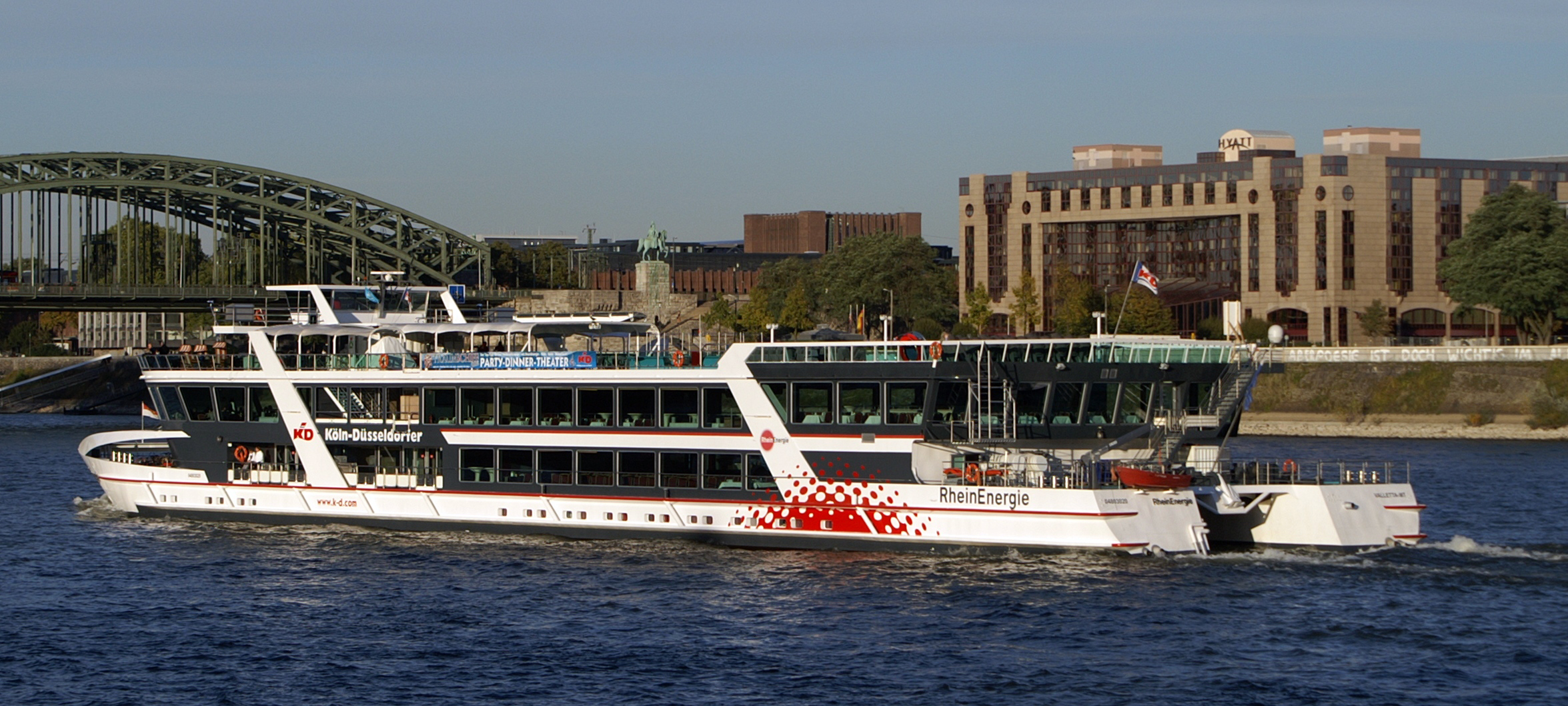
In Fahrt

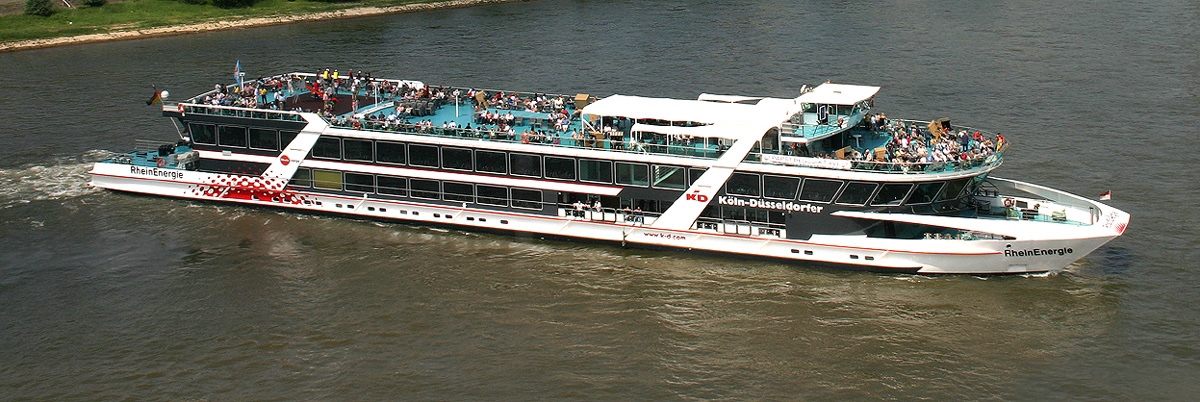
Wendemanöver

Alle Fahrgastdecks sind über ebenerdige Eingänge und einen mittschiffs eingebauten Aufzug für mobilitätseingeschränkte und rollstuhlfahrende Passagiere zu erreichen. Die zulässige maximale Kapazität wurde auf 1650 Fahrgäste festgelegt, die von der Reederei als optimal angesehene Belegung wird mit 400 bis 1000 Personen angegeben. Optional kann je nach Anlass eine für das Schiff angepasste Licht- und Showtechnik mit Farblasern sowie Monitoren, Beamern und anderer Veranstaltungstechnik bereitgestellt werden.

## Technik
Das Schiff wird über zwei 8-Zylinder-Dieselmotoren à 820 kW des Typs Deutz TBD620V8 über zwei Schottel Twin-Propeller angetrieben. Die beiden Querstrahlsteueranlagen (Bugstrahlruder) von De Gerlien-Van Tiem verfügen jeweils über einen MAN-Dieselmotor mit einer Antriebsleistung von 250 Kilowatt. Das Schiff ist 90,24 Meter lang, 19,30 Meter breit und 10,30 Meter hoch. Der Tiefgang wird mit maximal 1,56 Meter angegeben.